# Боровете
Боровете е защитена местност в България. Намира се в землището на село Женда, област Кърджали.
Защитената местност е с площ 77,0 ha. Обявена е на 18 юни 2007 г.
В защитената местност се забраняват:
- строителството на сгради и пътища от републиканската пътна мрежа;
- разкриване на кариери, промяна на водния режим и на естествения облик на местността;
- лагеруване и палене на огън извън определените места;
- ловуване;
- залесяването с неприсъщи за района дървесни видове.[1]

Разрешават се:
- извеждане на сечи, предвидени в горите със специално предназначение;
- провеждане на ловностопански мероприятия;
- паша на домашни животни (без кози) в определените с лесоустройствения проект пасищни площи;
- косене на сено.